# Landtagswahlkreis Mödling
Der Wahlkreis Mödling (Wahlkreis 13) ist ein Wahlkreis in Niederösterreich, der den politischen Bezirk Mödling umfasst. Bei der Landtagswahl 2013 ging die Österreichische Volkspartei (ÖVP) mit 45,3 % als stärkste Partei hervor, wobei die ÖVP auch als einzige der kandidierenden Parteien zwei der insgesamt vier Grundmandate im Wahlkreis erringen konnte.

## Geschichte
Niederösterreich war bis 1992 in vier Wahlkreise unterteilt, wobei der Bezirk Mödling zum Landtagswahlkreis Viertel unter dem Wienerwald gehörte. Mit der Landtagswahlordnung 1992 wurde die Zahl der Wahlkreise auf 21 erhöht und der Bezirk Mödling zu einem eigenen Wahlkreis erhoben.
Seit der Schaffung des Wahlkreises erreichte die Österreichische Volkspartei (ÖVP) bei jeder Landtagswahl im Wahlkreis Mödling die relative Mehrheit. Das Ergebnis der ÖVP schwankte dabei zwischen 39 % und 52 % relativ stark. Die ÖVP konnte bei jeder Landtagswahl im Wahlkreis Mödling mindestens eines der vier Grundmandate erreichen, seit 2003 erzielte sie im Wahlkreis je zwei Grundmandate. Ihr bestes Ergebnis erreichte die ÖVP 2008 mit 52,0 %, bei der letzten Landtagswahl 2013 kam sie auf 45,3 %. Eine absolute Stimmenmehrheit konnte die ÖVP zwischen 2003 und 2008 einfahren.
Die Sozialdemokratische Partei Niederösterreich (SPÖ) belegte bei jeder Landtagswahl im Wahlkreis den zweiten Platz, wobei sie bis inklusive der Wahl 2003 ein Grundmandat im Wahlkreis erreichen konnte. 2003 erreichte die SPÖ mit 28,7 % ihr bisher bestes Wahlergebnis im Wahlbezirk, danach rutschte die SPÖ mit Verlusten von 7 % bzw. 3 % 2013 auf nur noch 18,6 % ab. Damit kam die SPÖ im Wahlkreis auch unter dem niederösterreichischen Landesschnitt zu liegen.
Die Freiheitliche Partei Österreichs (FPÖ) konnten im Wahlkreis Mödling bisher bei lediglich zwei der fünf Wahlen den dritten Platz belegen, wobei sie 1998 mit 16,7 % ihr bisher bestes Ergebnis erreichte. In der Folge stürzte sie aber im Zuge der Affäre um Peter Rosenstingl auf 5,0 % ab und landete damit 2003 hinter den Grünen auf Platz vier. Trotzdem die FPÖ 2008 wieder auf 9,4 % zulegen konnte, blieben sie hinter den Grünen auf dem vierten Platz, 2013 fielen sie mit 7,2 % sogar auf den fünften Platz zurück.
Die Grünen – Die Grüne Alternative konnten sich zwischen 1993 und 2013 langsam aber nahezu sukzessive von 4,7 auf 14,8 % steigern, wobei sie 2003 von der Schwäche der FPÖ profitierten und bei dieser Wahl erstmals auf den dritten Platz vorstoßen konnten. Auch 2008 und 2013 konnten die Grünen im Gegensatz zu vielen anderen Wahlkreisen den dritten Rang verteidigen. Der Wahlkreis Mödling ist dabei jener Wahlkreis in Niederösterreich, in dem die Grünen ihr bisher bestes Ergebnis erreichten. Das Team Stronach konnte  bei seinem ersten Antreten auf Anhieb 11,9 % der Stimmen erreichen, wodurch es 2013 den vierten Platz der kandidierenden Parteien belegte.

## Wahlergebnisse
| Wahltermin      | GM |                    | ÖVP   | SPÖ   | FPÖ   | GRÜNE | Sonstige |
| 16. Mai 1993    |    | Stimmenanteile (%) | 38,77 | 28,38 | 13,27 | 4,73  | 14,85    |
| 16. Mai 1993    | 4  | Grundmandate       | 1     | 1     | 0     | 0     | 0        |
| 22. März 1998   |    | Stimmenanteile (%) | 38,95 | 25,51 | 16,71 | 8,23  | 10,60    |
| 22. März 1998   | 4  | Grundmandate       | 1     | 1     | 0     | 0     | 0        |
| 30. März 2003   |    | Stimmenanteile (%) | 50,04 | 28,66 | 4,96  | 14,33 | 2,01     |
| 30. März 2003   | 4  | Grundmandate       | 2     | 1     | 0     | 0     | 0        |
| 9. März 2008    |    | Stimmenanteile (%) | 52,00 | 21,48 | 9,39  | 12,86 | 4,27     |
| 9. März 2008    | 4  | Grundmandate       | 2     | 0     | 0     | 0     | 0        |
| 3. März 2013    |    | Stimmenanteile (%) | 45,29 | 18,56 | 7,15  | 14,83 | 14,17    |
| 3. März 2013    | 4  | Grundmandate       | 2     | 0     | 0     | 0     | 0        |
| 28. Jänner 2018 |    | Stimmenanteile (%) | 43,44 | 23,00 | 11,44 | 11,67 | 10,45    |
| 28. Jänner 2018 | 4  | Grundmandate       | 1     | 1     | 0     | 0     | 0        |
| 29. Jänner 2023 |    | Stimmenanteile (%) | 38,24 | 20,43 | 15,83 | 13,35 | 12,14    |
| 29. Jänner 2023 | 4  | Grundmandate       | 1     | 0     | 0     | 0     | 0        |